# Tony Richardson
Tony Richardson (5. lipnja 1928. – 14. studenog 1991.), engleski kazališni i filmski redatelj i producent.
Richardson je rođen kao Cecil Antonio Richardson u Shipleyju, Yorkshire 1928., kao sin Elsie Evans (Campion) i Clarencea Alberta Richardsona, kemičara.
Kao predstavnik britanskog "Novog vala" redatelja, razvio je ideje koje su dovele do osnutka glumačke družine English Stage Company, zajedno sa svojim prijateljima, Georgeom Goetschiusom i Georgeom Devineom. Richardson je poslije osnovao produkcijsku kompaniju Woodfall Films, zajedno s dramatičarom  Johnom Osborneom. Dvojac je se kasnije razišao tijekom produkcije filma  Juriš lake konjice.
Richardson je 1964. osvojio dva Oscara (za režiju i najbolji film) za film  Tom Jones (1963.).
Od 1962. do 1967. je bio oženjen s glumicom  Vanessom Redgrave (koju je ostavio radi glumice Jeanne Moreau), a dobili su dvije kćeri,  Natashu Richardson (1963.) i  Joely Richardson (1965.), koje su obje glumice.
Richardson je bio biseksualac (što je pomno skrivao dok god je mogao), a umro je od komplikacija uzrokovanih AIDS-om u 63. godini, 1991.

## Filmografija
- Look Back in Anger (1958.)
- Zabavljač (1960.)
- Utočište (1961.)
- Okus meda (1961.)
- The Loneliness of the Long Distance Runner (1962.)
- Tom Jones (1963.)
- The Loved One (1965.)
- Juriš lake konjice (1968.)
- Hamlet (1969.)
- Ned Kelly (1970.)
- Granica (1982.)
- Hotel New Hampshire (1984.)
- Plavo nebo (1994.)

## Vanjske poveznice
- Tony Richardson u internetskoj bazi filmova IMDb-u (engl.)
- BFI: Tony Richardson